# Neuhaus (chocolade)
Neuhaus is een Belgische producent van pralines, chocolade en confiserie met hoofdzetel te Vlezenbeek. Het bedrijf is met 1.500 verkooppunten actief in een vijftigtal landen. Het is in handen van de holding Compagnie du Bois Sauvage. De productie gebeurt volledig in Vlezenbeek waar ongeveer 270 personeelsleden in dienst zijn.

## Geschiedenis
Jean Neuhaus was een Zwitser van Italiaanse afkomst. Toen zijn familie zich in Zwitserland vestigde veranderden ze hun Italiaanse naam Casanova naar de Duitse vertaling ervan: Neuhaus (nieuw huis). Neuhaus ontstond toen Jean Neuhaus na zijn vertrek uit Zwitserland zich in 1857 vestigde in de Koninginnegalerij te Brussel. Hij opende er een apotheek, die hij samen met zijn zoon Frederich runde. De verkoop van pilletjes en hoestpastilles nam sterk toe toen hij ze met een laagje chocolade omhulde om hun meestal bittere smaak te verdoezelen.
Langzaam verschoof de activiteit van de apotheek naar een snoepwinkel. In 1912 ontwikkelde zijn kleinzoon Jean Neuhaus Jr. dit omhullen met chocolade verder tot de chocoladebonbon met een zachte vulling, de praline. Enkele jaren later vond zijn vrouw, Louise Agostini, de Ballotin uit, het doosje waarin pralines nog steeds worden verpakt. De aanvankelijk gebruikte puntzakjes voor de pralines gingen namelijk makkelijk stuk. De ballotin werd gepatenteerd op 16 augustus 1915, maar Jean Neuhaus besloot om geen royalty's te vragen van zijn mede-chocolatiers.
In 1937 werden er twee nieuwe pralines gecreëerd: de bonbon 13 en de Astrid, die speciaal voor de nagedachtenis van Koningin Astrid werd gemaakt.
Ter gelegenheid van Expo 58 kwamen in 1958 de Caprice en de Tentation op de markt. In 1960 creëerde Neuhaus ter gelegenheid van de koninklijke huwelijken de pralines Boudewijn, Fabiola, Albert en Paola.
In 1978 werd Neuhaus verkocht aan de broers Jean-Jacques en Claude Poncelet, onder wie de internationale expansie begon. Zij verkochten Neuhaus op hun beurt in 1987 aan de Tiense Suikerraffinaderij. De nieuwe fabriek in Vlezenbeek werd in 1989 geopend. Neuhaus werd in 1997 geïntroduceerd op de Beurs van Brussel. De holding Compagnie du Bois Sauvage was hierna hoofdaandeelhouder met 7,78% van de aandelen. In de loop der jaren verhoogde zij haar belang tot ze Neuhaus in 2006 met een openbaar overnamebod volledig in handen kreeg.
Neuhaus is sinds 2000 hofleverancier, met een brevet op naam van Valérie Paquot, de voorzitter van de raad van bestuur van Neuhaus, en van de hoofdaandeelhouder, Compagnie du Bois Sauvage.

## Producten
Naast klassieke chocolade tabletten, pralinedozen en geschenkdozen brengt het merk ook seizoensgebonden dozen uit zoals voor Valentijn en Pasen. Een prominente verpakking vormt Les Trésors de Neuhaus met pralines van de 5 Belgische topchefs: Thierry Theys van Nuance, Peter Goossens voorheen van Hof van Cleve, Tim Boury van Boury, Lionel Rigolet van Comme chez soi en Yves Mattagne van La Villa Lorraine.

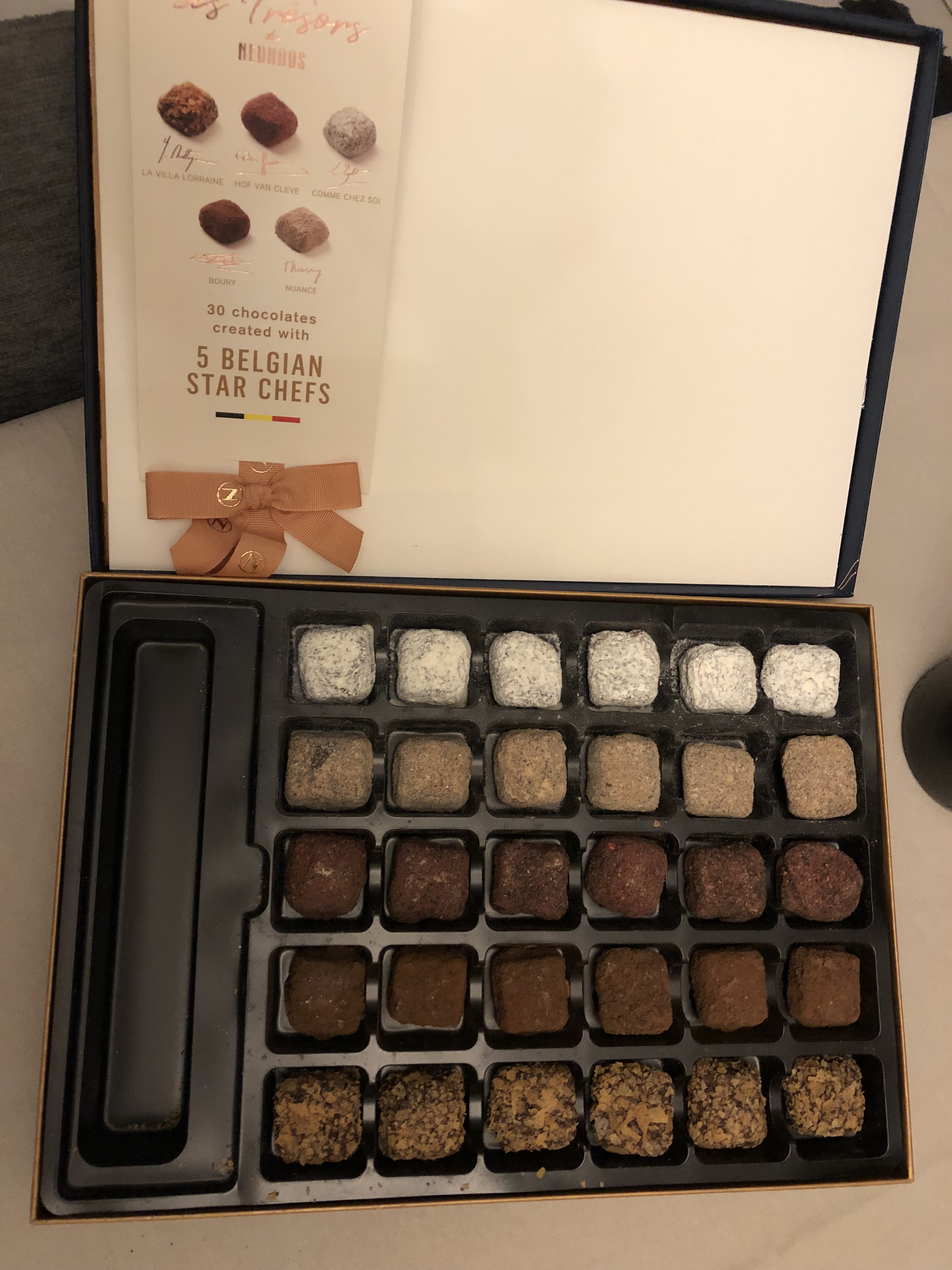
Les Trésors de Neuhaus
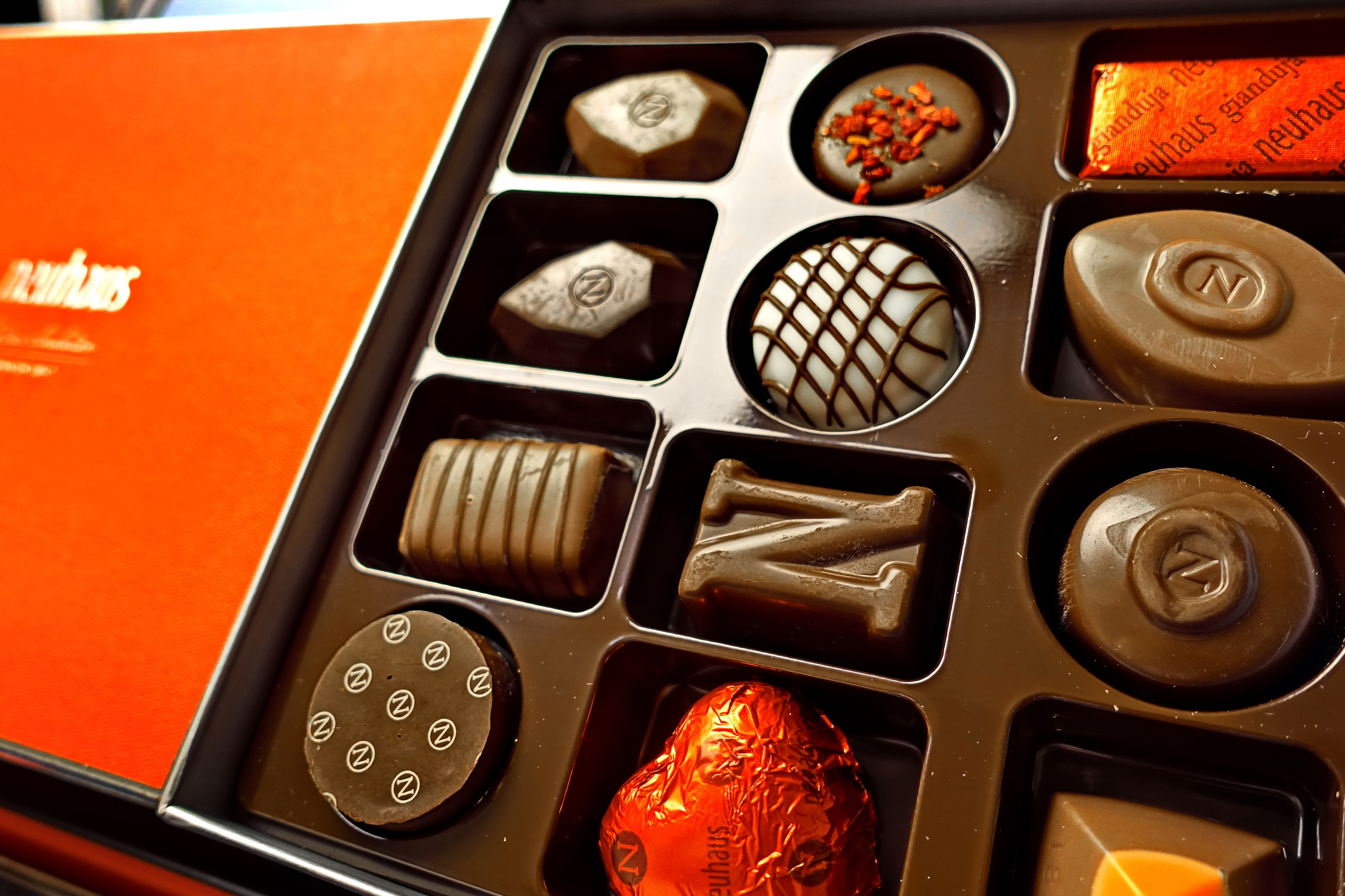
Neuhaus pralinedoos
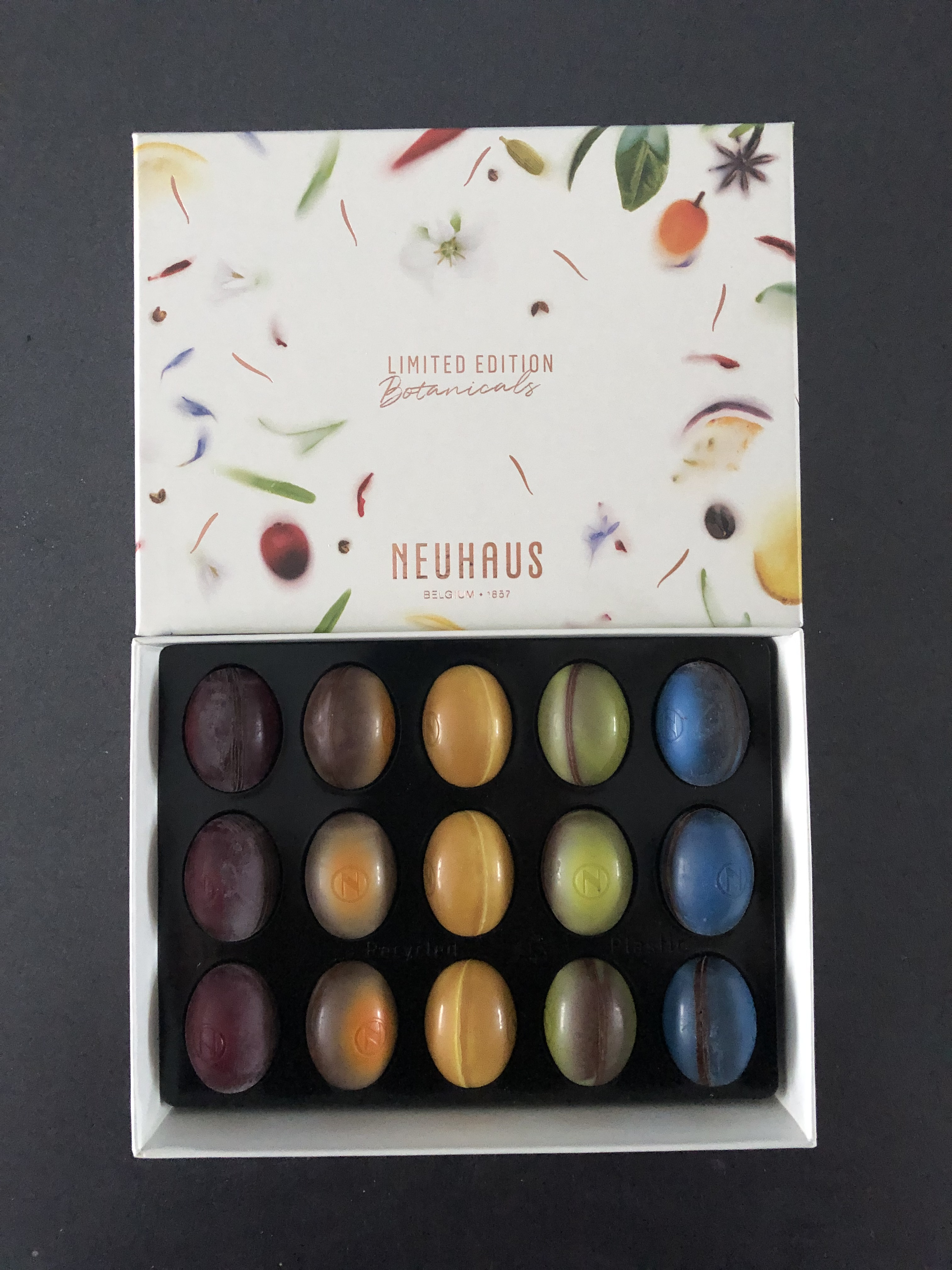
Botanische paaseieren